# نظام تقييم التعلم (أروغواي-إس إي إيه)

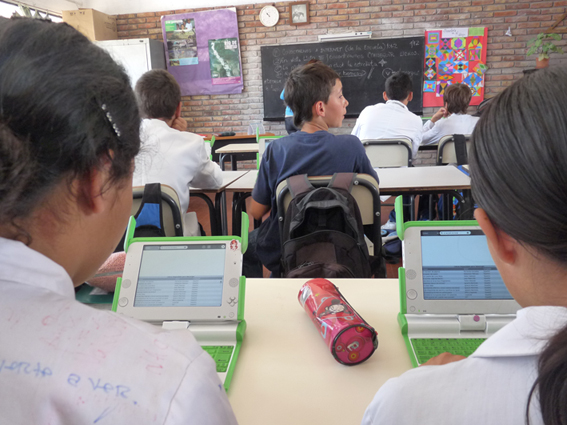
طلاب أوروغواي مع XO

يعمل نظام تقييم التعلم (SEA-Sistema de Evaluación de Aprendizaje) في ANEP (الإدارة الوطنية للتعليم العام) في أوروغواي. تعمل مع التفتيش الفني للتعليم الابتدائي والثانوي لإنشاء اختبارات تقييم يتم تطبيقها على الصعيد الوطني، من أجل إنشاء إطار مرجعي مشترك للطلاب الذين يتعلمون من السنة الثالثة من المدرسة إلى السنة الثالثة من المدرسة الثانوية، لتعزيز التفكير بين المعلمين وتحليل جوانب التدريس والتعلم التي تم أخذها في الاعتبار في الاختبارات ويستخدم أدوات التقييم مع الأنشطة التي صممها المعلمون والفنيون والمتخصصون في التقييم.
أول دولة في أمريكا اللاتينية تقوم بإجراء تقييمات تكوينية عبر الإنترنت على نطاق واسع هي أوروغواي .  يستخدم فيها وضع التطبيق أجهزة الكمبيوتر والاتصال التي توفرها خطة سايبال ، والتي تتيح تغطية رائعة ونتائج فورية وتوفيرًا كبيرًا على الورق.من أحد الجوانب المهمة التي يجب تسليط الضوء عليها هو العمل الذي يتم بعد تطبيق الاختبارات ، والذي يروج له التقييم البيئي الاستراتيجي وتديره السلطات التعليمية ، مع مراعاة النتائج لتحسين سياسات التعليم. 

## SEA في النظام التعليمي

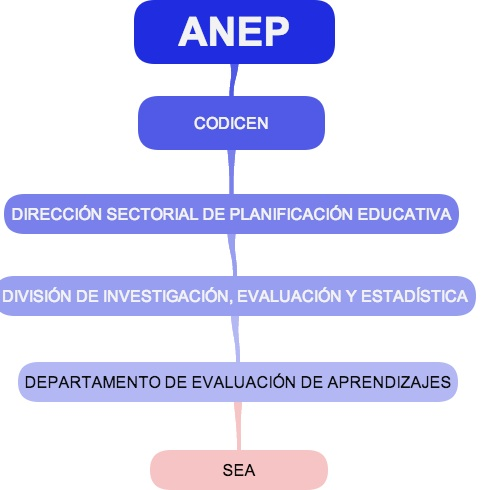

### التاريخ
بدأ قسم تقييم التعلم ، قسم تقييم البحوث والإحصاء، أنشطة مع التفتيش الفني لـ سي إي أي بي (مجلس الطفولة المبكرة والابتدائية) الموجهة نحو نظام تقييم التعلم المطبق على جميع الطلاب في جميع أنحاء البلاد وذلك في عام 2007 . ولتحقيق هذا الهدف ، تم تصميم وتطوير وتنفيذ اختبارات القراءة والكتابة في السنوات الأولى كتجربة جديدة لوضع نظام التقييم ، ويتم تطبيقها بشكل مستقل ومبني من المشاركة والجهود المشتركة لمختلف المستويات الفنية لنظام التعليم.
في نفس العام ، بدأت تجربة خطة سايبالخطة سايبال ، والتي ستوفر ، في غضون عامين ، أجهزة كمبيوتر لجميع الطلاب والمعلمين في المدارس العامة ، وبالإضافة إلى الاتصال. وبالتالي ، فإن فكرة استخدام هذه التقنية لتعزيز الاستخدام التعليمي لـ XO (الكمبيوتر الذي بدأ مخطط سيبال) ، وبالتالي تنشأ فائدة الآلات في الفصل الدراسي وإمكانياتها لتحسين التقييمات.
بدأ الفريق التقني DIEE (Dirección de Investigación y Evaluación Educativa) ، بالاشتراك مع مفتشي ومعلمي الرياضيات ، في بناء ومراجع مفاهيمية لاختبارات لطلاب التعليم الثانوي في المجال الرياضي في عام 2008 . 